# TER Haute-Normandie
A TER Haute-Normandie egy regionális vasúthálózat Franciaországban, a Felső-Normandia régióban.

## TER hálózat

### Vasút
| Járat                                   | Útvonal | Gyakoriság | Megjegyzések                                                        |
| --------------------------------------- | --- | ---------- | ------------------------------------------------------------------- |
| Caen - Rouen                            | Caen ... Lisieux ... Serquigny ... Elbeuf-Saint-Aubin - Rouen-Rive-Droite (lásd TER Basse-Normandie 8-as vonal tulajdonságait) |            |                                                                     |
| Le Havre - Fécamp                       | Le Havre ... Bréauté-Beuzeville - Fécamp                                                                                       |            |                                                                     |
| Le Havre - Rolleville                   | Le Havre ... Montivilliers ... Rolleville                                                                                      |            | a szolgáltatás ismert mint Lézarde Express Régionale                |
| Párizs - L'Aigle                        | Paris-Montparnasse ... Dreux ... Verneuil-sur-Avre ... L'Aigle                                                                 |            |                                                                     |
| Rouen - Amiens                          | Rouen-Rive-Droite ... Serqueux ... Abancourt ... Amiens (lásd TER Picardie 2-es vonalának tulajdonságait)                      |            | néhány vonat továbbhalad Lille felé, lásd TER Picardie 1-es vonalát |
| Rouen - Dieppe                          | Rouen-Rive-Droite ... Auffay ... Dieppe                                                                                        |            |                                                                     |
| Rouen - Elbeuf                          | Rouen-Rive-Droite ... Oissel ... Elbeuf-Saint-Aubin                                                                            |            |                                                                     |
| Rouen - Le Havre                        | Rouen-Rive-Droite ... Yvetot ... Bréauté-Beuzeville ... Le Havre                                                               |            |                                                                     |
| Rouen - Paris                           | Rouen ... Oissel ... Vernon ... Mantes-la-Jolie - Paris-Saint-Lazare                                                           |            |                                                                     |
| Serquigny - Paris                       | Serquigny ... Évreux-Normandie ... Mantes-la-Jolie - Paris-Saint-Lazare                                                        |            |                                                                     |
| Le Tréport-Mers - Beauvais              | Le Tréport-Mers ... Abancourt ... Beauvais (lásd TER Picardie 21-es vonalának tulajdonságait)                                  |            |                                                                     |
| Gisors - Serqueux                       | Gisors-Embranchement ... Gournay-Ferrières ... Forges-les-Eaux ... Serqueux                                                    |            |                                                                     |
| † Nem minden vonat áll meg az állomáson | |            |                                                                     |

### Közút
- Rouen - Louviers - Évreux
- Évreux - Verneuil-sur-Avre
- Yvetot - Saint-Valery-en-Caux
- Dieppe - Serqueux - Gisors
- Rouen - Pont-Audemer

## Állomások listája
Ez a lista az állomásokat sorolja fel ábécé sorrendben.